# Bases fisiológicas de la gestación humana
La gestación se acompaña de ciertos cambios fisiológicos que son adaptaciones puestas al servicio del éxito de la misma. La mayoría de estos cambios desaparecen luego del parto.

## Aspectos digestivos
Los niveles aumentados de hormonas sexuales femeninas producen la mayor parte de los cambios adaptativos, entre los que se destacan:
- Disminución de la secreción salival.
- Reducción del tono muscular del estómago que conduce a un enlentecimiento del vaciado gástrico y prolonga el período de absorción intestinal de nutrientes.
- Con frecuencia aparecen acidez y eructos posiblemente debido a que los alimentos permanecen mayor tiempo en el estómago.
- Aumento en la absorción de nutrientes, en parte como consecuencia de las demandas maternofetales aumentadas.
- Incremento de la absorción de agua en el colon. Este hecho, junto con la disminuida motilidad intestinal, puede explicar la mayor proporción de estreñimiento que sucede durante la gestación.
- Modificaciones en los niveles de hormonas y péptidos gastrointestinales, con repercusiones a nivel digestivo y metabólico e incluso aspectos conductuales y de emotividad materna. Así, en la gestación se produce un aumento de la secreción de colecistoquinina que, además de inhibir el vaciado gástrico produce un estado de somnolencia postprandial que facilita el ahorro energético materno. Igualmente se ha visto una reducción de somatostatina con lo que se acentúan los efectos inhibidores digestivos de esta hormona.
- Otras hormonas afectadas son gastrina y secretina y otros péptidos intestinales.

## Aspectos cardiocirculatorios
El sistema cardiovascular debe ajustarse a las demandas fisiológicas del feto, manteniendo la integridad cardiovascular materna. 
Se presenta una adaptación a la existencia de un nuevo lecho vascular, la placenta, a la que se derivan de 500 a 1000ml/min de sangre.
Los ajustes hemodinámicos son:
- Aumento del gasto cardíaco en 1,5L/min en relación con 5L/min de valor basal. Este aumento se debe al incremento de la frecuencia cardíaca (de 75 a 85 latidos por minuto) y a un aumento de volumen de eyección (de 64 a 71ml). Estos cambios se producen a partir del segundo trimestre.
- Disminución de la presión arterial sistólica y diastólica. Este descenso de la presión a pesar del aumento volumen minuto se debe a una disminución significativa de las resistencias periféricas, por el doble efecto del desarrollo del lecho vascular útero-placentario y de la acción relajante de la progesterona sobre el músculo liso vascular.
- La circulación venosa está supeditada a la postura.

## Aspectos respiratorios
- La progesterona tiene un efecto directo sobre el centro respiratorio, aumentando el esfuerzo ventilatorio y, por tanto, la ventilación pulmonar.
- Aumento progresivo del consumo de oxígeno hasta incrementarse en 33ml/min al final de la gestación.
- El volumen minuto ventilatorio aumenta en un 40% a pesar de ser más complicados los movimientos del diafragma por el aumento de masa del útero.
- Aparece una alcalosis respiratoria compensada, debido a que el aumento de la ventilación es mayor que el aumento de los requerimientos de oxígeno y de la producción de dióxido de carbono; por ello la eficacia de la ventilación deprime la PCO2  en la circulación materna y es necesaria una disminución equivalente del bicarbonato plasmático para poder mantener el pH en 7,4.

## Aspectos renales
- Aumento del flujo plasmático renal y de la fracción de filtración.
- Incremento de progesterona y renina que produce retención de iones y de agua, lo cual genera un aumento del volumen extracelular.
- Reducción de la motilidad genitourinaria.

## Aspectos fisiológicos del medio interno
- Aumento del volumen plasmático, que es de aproximadamente el 50% del mismo durante el último tercio de la gestación, alcanzando el pico de extensión entre la semana 28 y 32 semana de gestación.
- Aumento de la masa eritrocitaria y de la cantidad de hemoglobina en alrededor de un 20%, con un máximo valor alrededor del momento del parto.

Dado el mayor valor del volumen plasmático la resultante es una dilución fisiológica de aproximadamente el 20% de la concentración sanguínea de hemoglobina y de alrededor del 15% en el hematocrito. A pesar de estos cambios el volumen corpuscular medio y la concentración media de hemoglobina corpuscular permanecen prácticamente invariables a lo largo de la gestación.
- Aumento del número de leucocitos.
- Incremento del fibrinógeno y de casi todos los factores de coagulación.
- Aumento de la cantidad de agua corporal, en gran parte debido a una mayor absorción de agua en el colon y de reabsorción renal de sodio.

Muchas de estas adaptaciones fisiológicas modifican los niveles en sangre de muchos componentes nutricionales. Así, los nutrientes hidrosolubles como las vitaminas B6, B12, C y ácido fólico están en niveles inferiores y asimismo ocurre con albúmina y ferritina. Por otra parte, la excreción urinaria de los metabolitos de niacina, piridoxina y ácido fólico y la riboflavina aumentan. Por el contrario, las concentraciones sanguíneas de las vitaminas liposolubles como vitaminas D, E y carotenos aumentan apreciablemente.

## Aspectos endocrinos
Existe un cambio muy generalizado de las funciones endocrinas existentes, pero además hay que tener en cuenta los correspondientes a un nuevo órgano, la placenta, con alta capacidad endocrina. Entre los cambios se destacan los siguientes:

### Hormonas placentarias

#### Gonadotropina coriónica
Su función más importante es evitar la involución normal del cuerpo amarillo ovárico al final del ciclo sexual femenino (previo a la gestación), haciendo que aumente la secreción de estrógenos y progesterona. Este papel esteroidogénico tiene lugar tanto en el cuerpo lúteo como en la placenta en donde facilita la captación y utilización de colesterol, aumenta los precursores de origen adrenal y favorece la aromatización de los andrógenos y su conversión a estrógenos. Además, posee una actividad inmunodepresora, mediada por la progesterona, permitiendo la implantación del blastocito sin rechazo.
Estimula, asimismo, la producción de relaxina y de prolactina.

#### Somatotropina coriónica
Esta tiene un efecto tipo prolactina en el desarrollo de mamas y lactancia, es la hormona placentaria secretada en mayores cantidades y con una función importante para garantizar el aporte de sustratos energéticos desde la madre al feto.

#### ACTH y péptidos relacionados
La placenta produce ACTH, β-lipotropina, β- endorfina y β- MSH.

#### Relaxina
Posee capacidad para relajar los ligamentos pélvicos. Asimismo, actúa localmente favoreciendo la degradación de colágeno y promoviendo la ruptura de las membranas fetales a término, inhibiendo la contractibilidad uterina y ablandando el cérvix, relajando las estructuras articulares del canal de parto, en particular la sínfisis pubiana.

### Hormonas esteroídicas
La placenta como órgano estereidogénico posee unas capacidades y peculiaridades destacables, ya que la tasa de síntesis es muy elevada y además es un órgano estereidogénico ya que necesita precursores que procedan del feto.

#### Estrógenos
Los estrógenos se secretan en el cuerpo amarillo, el cual involuciona de la decimotercera a la decimoséptima semana de embarazo. Sin embargo, la producción de estrógenos sigue aumentando a lo largo del mismo, debido a la secreción por parte de la placenta, llegando a ser de casi 30 veces su valor normal al final de la gestación. La función es estimular el crecimiento del útero, de las glándulas mamarias y de los genitales externos femeninos.
Los estrógenos relajan los ligamentos pélvicos, para que las articulaciones sacroilíacas sean más flexibles y la sínfisis pubiana pueda tener un determinado grado de elasticidad, permitiendo así el paso del feto por el canal pélvico durante el parto.
Parece que también los estrógenos influyen en el desarrollo del feto durante el embarazo y se ha propuesto que modifican de modo sustancial la velocidad de reproducción celular iniciada en el embrión incipiente.

#### Progesterona
Además de producirse en el cuerpo amarillo, al igual que ocurre con los estrógenos, se secreta en grandes cantidades por la placenta, pudiendo aumentar hasta 10 veces.
Los efectos fisiológicos más destacables son la aparición en el endometrio uterino de células deciduales, que sustituyen a las pseudodeciduales producidas en el mismo durante el ciclo sexual femenino, y que desempeñan un papel importante en las primeras etapas de nutrición del embrión.
Asimismo, participa en el desarrollo del óvulo fecundado, incluso antes de su implantación uterina, aumentando específicamente las secreciones de las Trompas de Falopio y útero para suministrar a la mórula y blastocito en desarrollo elementos nutritivos adecuados.
Como ocurriría con los estrógenos, , también a la progesterona se le atribuye una determinada capacidad para controlar en parte la división celular en el embrión en desarrollo.
Otro efecto destacable es el de preparar las mamas desde un punto de vista del desarrollo glandular para la lactancia.

#### Hormonas de otras glándulas endocrinas
Casi todas las demás glándulas endocrinas no sexuales aumentan su actividad, lo cual se debe al aumento del metabolismo materno y en parte al efecto de las hormonas placentarias sobre la hipófisis anterior y otras glándulas.
Destacan el aumento de secreción hipofisaria de corticotropina, tirotropina y prolactina, disminuyendo sin embargo las hormonas gonadotropinas hipofisarias, folículo estimulante (FSH) y luteinizante (LH), debido a la inhibición por aumento de estrógenos y progesterona.
Se incrementa a su vez la secreción suprarrenal de glucocorticoides y aldosterona. Los primeros facilitarían la liberación de aminoácidos de los tejidos para ponerlos a disposición del feto y la aldosterona conduciría a un aumento de la reabsorción renal de sodio y por tanto de líquido extracelular.
La glándula tiroides aumenta en tamaño y paralelamente ocurre igual con la secreción de tiroxina y triyodotironina, las cuales conducirán a un aumento del metabolismo basal. Es decir, existe un hipertiroidismo fisiológico muy moderado.
Asimismo, es frecuente el aumento de las glándulas paratiroideas con mayor secreción de parathormona que se acentuará durante la lactancia, y cuya finalidad en ambos casos es favorecer la resorción de calcio a partir del hueso materno y mantener la homeostasis cálcica, que se encuentra amenazada por la utilización del calcio materno por parte del feto para la formación, sobre todo, de su estructura ósea.
También está aumentada la formación de hormona D3 que, unida al efecto del lactógeno placentario, influirá en una mejor absorción del calcio alimentario.
Durante los dos primeros trimestres de la gestación, existe un aumento de los niveles de insulina, así como de la sensibilidad tisular materna a la hormona, lo que conduce a un depósito incrementado de glucógeno, grasa y proteína, siendo los dos últimos movilizados posteriormente.
Por el contrario, a lo largo del tercer trimestre, aparece una resistencia materna a la insulina debida a la secreción placentaria de somatotropina coriónica, y otras hormonas antiinsulínicas que modifican la sensibilidad de los receptores de tejidos periféricos a la citada hormona, desviándose glucosa para el feto y produciéndose movilización lipídica. El destino de la glucosa para el feto es fundamental, dado que la misma es el principal nutriente energético para el mismo. Además, es importante señalar que el 50% de la glucosa que pasa la placenta es consumida por ella misma ya que es un órgano con alta capacidad endocrina y metabólica.
Por otra parte, los niveles elevados de insulina pueden facilitar la captación de aminoácidos especialmente ramificados, los cuales parece que también pueden contribuir, como sustratos energéticos, a cubrir demandas fetales.

## Aspectos metabólicos
Los cambios endocrinos hacen posible una serie de adaptaciones metabólicas que están destinadas a asegurar el éxito de la gestación, haciendo posible un adecuado desarrollo fetal, preservando al mismo tiempo la integridad materna.
En la gestación se pueden distinguir dos fases: la primera que comprende aproximadamente los dos primeros trimestres y se puede considerar de carácter anabólico, y una segunda, correspondiente al tercer trimestre en donde el catabolismo materno es la nota característica, especialmente del tejido adiposo.

### Fase primera gestacional
En ella existe un escaso crecimiento fetal y, por el contrario, un aumento de los depósitos maternos, especial y mayoritariamente de grasa. Este hecho es posible gracias a un aumento fisiológico de la ingesta alimentaria, a una mayor absorción intestinal de nutrientes y a un incremento de la lipogénesis, de la glicerolgénesis y de la formación de triacilgliceroles por esterificaciones de ácidos grasos y glicerol.
Este hecho fisiológico de síntesis y acúmulo de grasa es posible gracias a la hiperinsulinemia y a la aumentada sensibilidad a la insulina que ocurre en esta primera fase de la gestación. Asimismo, la insulina facilita la síntesis de glucógeno y permite el mayor nivel proteico posible.

### Fase segunda gestacional
El crecimiento fetal aumenta de manera exponencial, lo que exige cambios metabólicos que aseguren aquel crecimiento y desarrollo, de entre los cuales destacan tres:
- Aumento de la disponibilidad de glucosa, que constituye un sustrato preferencial para el feto, lo que se logra a través de un aumento de la gluconeogénesis hepática materna.
- Aumento de la disponibilidad de grasa y más concretamente de ácidos grasos y glicerol, lo que es posible por una facilitación de la lipólisis adiposa materna.
- Aumento de la disponibilidad de aminoácidos con fines, sobre todo, de proteinosíntesis fetal, limitando su utilización para otros fines metabólicos, como es la gluceneogénesis materna.

## Aspectos dermatológicos
Pueden aparecer una serie de manchas pigmentadas de color marrón sobre la piel de la frente y de las mejillas. La pigmentación también puede aumentar en la piel que rodea a los pezones y a menudo aparece una línea oscura en la mitad del abdomen.
En la piel, por encima de la cintura pueden llegar a notarse pequeños vasos sanguíneos (arañas vasculares), así como unos capilares dilatados de pared delgada sobre todo en la parte inferior de las piernas.